# Živoj trup (film 1968)
Živoj trup (Живой труп) è un film del 1968 diretto da Vladimir Jakovlevič Vengerov.